# Wallerfangen
Wallerfangen település Németországban, azon belül Saar-vidék tartományban. Lakosainak száma 9322 fő (2023. december 31.).

## Népesség
A település népességének változása:
| Lakosok száma | 9574 | 9369 | 9285 | 9220 | 9358 | 9322 |
|               | 1975 | 2017 | 2019 | 2021 | 2022 | 2023 |